# Lorraine Huber
Lorraine Huber (* 13. März 1980 in Lech, Vorarlberg) ist eine österreichisch-australische Freeride-Sportlerin. Die studierte Betriebswirtin wurde 2017 Weltmeisterin sowie 2014 Vizeweltmeisterin auf der Freeride World Tour. Darüber hinaus trat sie bereits in zahlreichen Dokumentarfilmen in Erscheinung.

## Biografie
Lorraine Huber kam als Tochter eines einheimischen Skilehrers und einer Australierin in Lech am Arlberg zur Welt. Das Skifahren erlernte sie mit zweieinhalb Jahren. Im Alter von acht Jahren zog sie mit ihrer Mutter und ihrer Schwester nach Torquay, Victoria, wo sie bis zu ihrem Highschool-Abschluss aufwuchs. In den Wintern verbrachte sie mehrwöchige Aufenthalte bei ihrem Vater am Arlberg, wo sie die Skischule besuchte. Als 16-Jährige begann sie selbst als Skilehrerin zu arbeiten, 1998 sammelte sie am Kriegerhorn erste Erfahrungen im Freeriden.
Für ein BWL-Studium kehrte Huber nach Österreich zurück. Nachdem sie bereits einige Winter als Skilehrerin verbracht hatte, nahm sie 2004 in Slowenien an ihrem ersten Freeride-Wettbewerb teil (Red Bull Snow Thrill), den sie gleich gewann. Nach Studienabschluss und einer schweren Knieverletzung mit einjähriger Rehapause entschied sie sich, den Sport professionell auszuüben. Nach geglückter Qualifikation nahm sie 2010 erstmals an der Freeride World Tour teil und erreichte einen dritten und einen vierten Platz. Dank weiteren Podestplätzen und ihrem ersten Sieg beendete sie die Saison 2014 als Vizeweltmeisterin. Nach zwei Verletzungen (Knöchelbruch 2015 und Schienbeinkopfbruch 2016) kämpfte sie sich erfolgreich zurück und krönte sich 2017 vor ihrer Landsfrau Eva Walkner erstmals zur Weltmeisterin.
Lorraine Huber veranstaltet als staatlich geprüfte Skilehrerin und Skiführerin seit 2008 jährlich die Women’s Progression Days in Lech am Arlberg, ein Freeride-Camp für Frauen, bei dem neben der Verbesserung der Skitechnik das Risikomanagement im freien Gelände im Fokus steht. 2003 begründete sie die erste Freeride-Schule Österreichs in Sölden. Seit 2015 belegt sie den Universitätslehrgang Mentalcoaching an der Universität Salzburg.
Am 19. September 2018 beendete die 38-Jährige ihre aktive Wettkampfkarriere.

## Sportliche Erfolge
- Weltmeisterin der Freeride World Tour 2017
- Vizeweltmeisterin 2014
- 4 Siege auf der Freeride World Tour

| Jahr | 1   | 2   | 3  | 4  | 5  | 6 | Punkte | WM-Rang |
| ---- | --- | --- | -- | -- | -- | - | ------ | ------- |
| 2013 | 8.  | –   | 4. | 6. | –  | – | 4385   | 8.      |
| 2014 | –   | 3.  | 3. | 1. | 6. |   | 6460   | 2.      |
| 2015 | 12. | 3.  | 6. | 5. | 8. |   | 6190   | 7.      |
| 2016 | 13. | 14. | 4. | –  | –  |   | 2340   | 11.     |
| 2017 | 1.  | 9.  | 1. | 2. | 3. |   | 9180   | 1.      |
| 2018 | 6.  | 8.  | 5. | 1. | 2. |   | 7780   | 3.      |

## Filme
Wie einige ihrer World-Tour-Mitstreiterinnen wirkt Huber in zahlreichen Produktionen renommierter Filmemacher wie Warren Miller mit. Für ihre Leistungen vor der Kamera, die sie unter anderem nach Alaska, Patagonien und Grönland führten, wurde sie am International Freeski Film Festival in Montreal 2013 als „Best Freeride Female“ ausgezeichnet.

Der Kurzfilm Struktur: Eine Skispur in der Kulturlandschaft von Hanno Mackowitz erhielt 2017 den Jurypreis beim Filmfest St. Anton.

### Filmografie
- 2007: Skiing in Greenland
- 2008: Free to Be
- 2009: Hike – A Freeride Project in the Austrian Alps
- 2009: Dynasty
- 2010: As We Are
- 2010: Wintervention
- 2013: Shades of Winter
- 2013: Lorraine. The Movie
- 2014: Konnex
- 2016: Four Girls and a Matterhorn
- 2017: Finding the Line
- 2017: Struktur – Eine Skispur in der Kulturlandschaft

## Auszeichnungen
- 2013: Best Freeride Female (International Freeski Film Festival)
- 2017: Goldener Arlenzweig des Ski-Club Arlberg[6]
- 2017: Sportehrenzeichen des Landes Vorarlberg
- 2017: Jurypreis am Filmfest St. Anton für Struktur: Eine Skispur der Kulturlandschaft (Regie: Hanno Mackowitz)
- 2017: Vorarlberger Sportlerin des Jahres[7]